# 丹尼尔·加蒂
丹尼尔·加蒂（義大利語：Daniele Gatti；1961年11月6日—），意大利指挥家。作为中生代指挥家的代表，他與世界幾個著名乐团皆有合作，也是著名歌剧院和音乐节的常客。作为少数几位受邀在拜罗伊特音乐节演出的意大利指挥之一，曾于2008年至2011年間四度指揮《帕西法尔》的演出。

## 生平
丹尼尔·加蒂出生于米兰，曾在米兰音乐学院学习钢琴和小提琴，拿到了作曲和指挥学位。1992年至1997年間，擔任羅馬圣切契利亚音乐学院管弦乐团音樂總監，繼而於97年起領導博洛尼亚市政剧院。加蒂於1994年首次客席指揮皇家愛樂樂團，樂團很快向他遞出聘約，加蒂於1996年上任該團首席指揮一職，並一直任職到2009年為止。普遍認為，加蒂的任期是皇家愛樂樂團重振名聲的重要因素，在其領導下重返倫敦樂壇的競爭行列。離任後，該團贈予加蒂桂冠指揮的榮銜。
歐陸方面，加蒂在2008年至2016年間任職於法國國家管弦樂團、蘇黎世歌劇院等單位。2014年10月，荷兰皇家音乐厅管弦乐团经过内部投票，宣布丹尼尔·加蒂自2016年9月起接任马里斯·扬颂斯，成为乐团历史上第7任首席指挥。
2005年，丹尼尔·加蒂与祖宾·梅塔、小泽征尔、克里斯蒂安·蒂勒曼等合作指挥了维也纳国立歌剧院的重开五十周年庆典音乐会。2008年初次在拜罗伊特登台。在纽约大都会歌剧院，加蒂分别在2004年和2013年指挥演出了普契尼的《蝴蝶夫人》和《帕西法尔》。此外他亦是馬勒室內樂團的藝術指導。
加蒂在演出之餘也從事教學，2016年起在奇吉亞納音樂學院教授指揮課程。

## 爭議

### 性騷擾爭議
2018年8月2日，皇家音乐厅管弦乐团中止了加蒂的合約，聲明指出加蒂對樂團女性職員的不當行為，是其遭解職的主因。《华盛顿邮报》的報導中，二名女性具名指控加蒂的性騷擾行為，其中包括了女高音艾麗西亞·伯納赫。在此爭議之下，他的音樂事業受到重創，不過仍有羅馬歌劇院、莫扎特管弦樂團等本地團體的演出邀約。羅馬歌劇院的總經理卡羅·佛特斯則是表示了對於加蒂的支持：「沒有正式起訴，我們不能對任何人未審先判。我認為這樣會非常危險。」